# 471
Năm 471 là một năm trong lịch Julius.